# Schloss Großsölk

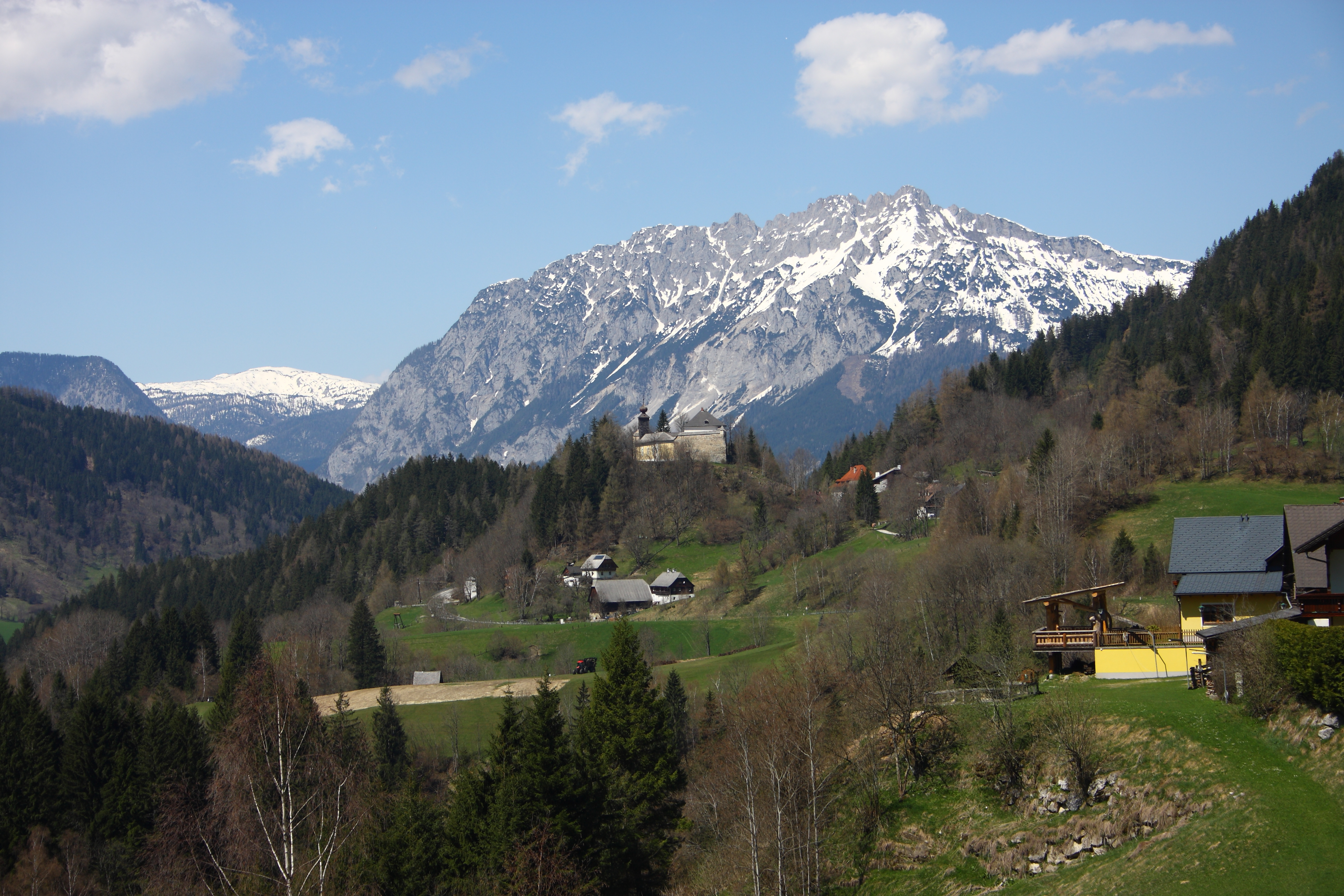
Pfarrkirche und Schloss auf einem Felsen in Großsölk

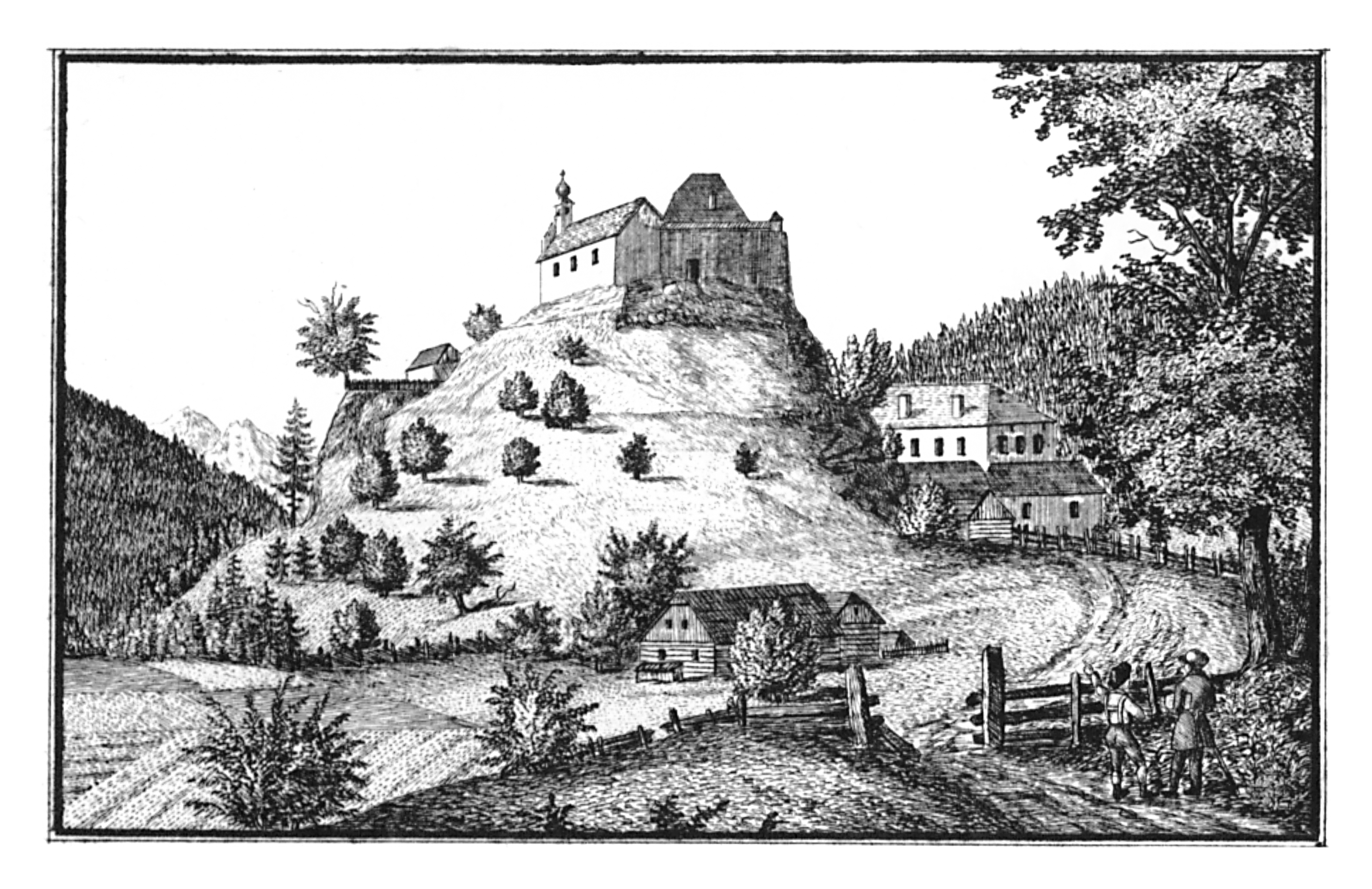
Lithographie von J. F. Kaiser 1830

Das Schloss Großsölk steht baulich mit der Pfarrkirche Großsölk verbunden in der Ortschaft Großsölk in der Gemeinde Sölk im Bezirk Liezen in der Steiermark. Das Schloss wird als Ausstellungshaus vom Naturpark Sölktäler genutzt. Das Gebäude samt Ummauerung steht unter Denkmalschutz (Listeneintrag).

## Geschichte
Ursprünglich landesfürstlich ging das Schloss 1539 an den Freiherrn von Hofmann. Von 1583 bis 1617 war es im Besitz der Herberstein, danach erwarb der Orden der Jesuiten das Schloss. Bedingt durch die Auflösung des Ordens 1773 folgte die Nutzung als Pfarrhof. Seit 1998 ist das Schloss Sitz des Naturparkhauses und wird für Ausstellungen und Veranstaltungen genutzt.

## Architektur
Das Schloss steht im Verband mit der Pfarrkirche isoliert auf einem Felsen. Die randständigen Gebäude sind im Westen und Osten mit einer starken hohen Mauer verbunden, die einen Hof umschließt.
Das dreigeschoßige Schloss entstand im 14. bis ins 16. Jahrhundert. Vereinzelt sind gotische Fensterstöcke erhalten. Im Inneren gibt es Tonnengewölbe mit spitzbogigen Stichkappen.